# 玉置泰明
玉置 泰明（たまき やすあき、1954年7月 - ）は、日本の人類学者（社会人類学・開発人類学・東南アジア地域研究）。学位は、社会学修士（東京都立大学・1982年）。
東京都立大学大学院社会科学研究科助手、静岡県立大学大学院国際関係学研究科教授などを歴任した。

## 来歴

### 生い立ち
1954年に生まれた。東京大学に進学し、東大教養学部の教養学科にて学ぶ。1979年に東京大学を卒業すると、その後は東京都立大学の大学院に進学した。東京都立大学の大学院では、社会科学研究科の社会人類学専攻にて学んだ。1988年に、大学院の博士課程を単位取得満期退学した。なお、東京都立大学の大学院においては、1982年に社会学修士の学位を取得している。

### 研究者として
大学院を単位取得満期退学した後、日本学術振興会の特別研究員となった。1989年、母校である東京都立大学の大学院にて、社会科学研究科の助手に就任した。前任の斎藤尚文に代わって、社会人類学専攻を担当した。1991年、東京都立大学から静岡県立大学に転じ、国際関係学部の助教授に就任した。なお、東京都立大学の社会人類学専攻は、助手の清水芳見が後任として担当することになった。1997年には、静岡県立大学の国際関係学部にて、教授に昇任した。最終的に、静岡県立大学大学院の国際関係学研究科が本務となっており、教授として国際関係学専攻の講義を担当していた。また、国際関係学部の教授も兼務しており、国際関係学科の講義を担当していた。2020年3月31日、定年により静岡県立大学の教授を退任した。

## 研究
専門は人類学であり、特に社会人類学、開発人類学、東南アジア地域研究といった分野の研究に携わっている。具体的には、フィリピンの少数民族についての研究が知られており、アエタの社会についての実地調査に取り組んでいる。また、人類学の見地に基づいて、開発発展、旅と観光、災害や防災と地域社会、といった点についても研究を行っている。学術団体としては、日本文化人類学会、国際開発学会、東南アジア学会などに所属している。

## 略歴
- 1954年 - 誕生。
- 1979年 - 東京大学教養学部卒業。
- 1988年 - 東京都立大学大学院社会科学研究科博士課程単位取得満期退学。
- 1988年 - 日本学術振興会特別研究員。
- 1989年 - 東京都立大学大学院社会科学研究科助手。
- 1991年 - 静岡県立大学国際関係学部助教授。
- 1997年 - 静岡県立大学国際関係学部教授。
- 1997年 - アジアを考える静岡フォーラム世話人。
- 2008年 - 開発教育ファンクラブ監事。
- 2020年 - 静岡県立大学定年退職。

## 著作

### 共著
- 西村文夫・渡辺慶子編著『現代のナショナリズム』北樹出版、1992年。ISBN 489384282X
- 静岡新聞社編『Life――いのちを脅かすもの――静岡県立大学公開講座』静岡新聞社、2003年。ISBN 478380320X

### 執筆等
- 大胡欽一ほか編『社会と象徴――人類学的アプローチ――村武精一教授古稀記念論文集』岩田書院、1998年。ISBN 4872941136
- 清水昭俊編『周辺民族の現在』世界思想社、1998年。ISBN 4790707245
- Political culture and ethnicity : an anthropological study in Southeast Asia, Toh Goda (ed.), New Day Publishers, 1999. ISBN 9711010348
- 青柳清孝・松山利夫編『先住民と都市――人類学の新しい地平』青木書店、1999年。ISBN 4250990311
- 綾部恒雄編著『文化人類学のフロンティア』ミネルヴァ書房、2003年。ISBN 4623036448
- Postcolonialism and local politics in Southeast Asia, Toh Goda (ed.), New Day Publishers, 2003. ISBN 9711011069
- Urbanization and formation of ethnicity in Southeast Asia, Toh Goda (ed.), New Day Publishers, 2009.

### 翻訳
- リオール・ノラン著、関根久雄・玉置泰明・鈴木紀ほか訳『開発人類学――基本と実践』古今書院、2007年。ISBN 9784772231121
- フアン・M・フラビエ著、玉置泰明訳『村を癒す人達――1960年代フィリピン農村再建運動に学ぶ』一灯舎、2013年。ISBN 9784903532899

### 編纂
- 富沢寿勇ほか共編『フィールドワーク実習報告書――静岡県熱海市初島』平成7年度版、静岡県立大学国際関係学部国際行動学コース、1996年。
- 富沢寿勇・玉置泰明・湖中真哉共編『フィールドワーク実習報告書――静岡県熱海市初島』平成8年度版、静岡県立大学国際関係学部国際行動学コース、1997年。
- 富沢寿勇・玉置泰明・湖中真哉共編『フィールドワーク実習報告書――草薙神社秋季例祭』平成10年度版、静岡県立大学国際関係学部国際行動学コース、1999年。
- 富沢寿勇・玉置泰明・湖中真哉共編『フィールドワーク実習報告書――清水駅前銀座商店街地域通貨EGG』平成13年度版、静岡県立大学国際関係学部国際行動学コース、2004年。
- 富沢寿勇・玉置泰明・湖中真哉共編『フィールドワーク実習報告書――静岡県天竜市熊』平成15・16年度版、静岡県立大学国際関係学部国際行動学コース、2005年。
- 富沢寿勇・玉置泰明・湖中真哉共編『フィールドワーク実習報告書――静岡県天竜市熊』平成17年度版、静岡県立大学国際関係学部国際行動学コース、2007年。
- 富沢寿勇・玉置泰明・湖中真哉共編『フィールドワーク実習報告書――静岡県伊東市』平成18年度版、静岡県立大学国際関係学部国際行動学コース、2008年。
- 富沢寿勇・玉置泰明・湖中真哉共編『フィールドワーク実習報告書――静岡県伊東市』平成19年度版、静岡県立大学国際関係学部国際行動学コース、2009年。
- 富沢寿勇・玉置泰明・湖中真哉共編『フィールドワーク実習報告書――静岡県周智郡森町』平成20年度版、静岡県立大学国際関係学部国際行動学コース、2010年。
- 富沢寿勇・玉置泰明・湖中真哉共編『フィールドワーク実習報告書――静岡県周智郡森町』平成21年度版、静岡県立大学国際関係学部国際行動学コース、2011年。
- 富沢寿勇ほか共編『フィールドワーク実習報告書――静岡市北部（安倍奥地域）』静岡県立大学国際関係学部、2013年。

### 主な論文等
- 玉置泰明稿「『フィリピン低地社会』研究序説――社会関係の視点から」『民族學研究』47巻3号、日本文化人類学会、1982年12月30日、265-296頁。ISSN 0021-5023.
- 玉置泰明稿「伊良部農村に見る伝統的絆の衰退――シマ社会の現在」『南島史学』21・22号、南島史学会、1983年9月、9-26頁。ISSN 0389-6846.
- 津田守・玉置泰明稿「フィリピン人は怒っている――若王子事件報道で浮き彫りになった日本人の傲慢」『朝日ジャーナル』29巻18号、朝日新聞社、1987年4月24日、14-17頁。ISSN 0571-2378.
- 玉置泰明稿「ルソン島北東部のドゥマガット族――フィリピン・ネグリート研究への位置づけ」『民族學研究』53巻4号、日本文化人類学会、1989年3月30日、399-409頁。ISSN 0021-5023.
- 玉置泰明稿「社会関係としてのキリスト教――フィリピン低地農村における世俗化と変容」『南方文化』16号、天理南方文化研究会、1989年11月、57-88頁。ISSN 0286-4592.
- 玉置泰明稿「農民と少数民族の組織化――フィリピン社会の民主化の基盤として」『人文学報』219号、東京都立大学人文学部、1990年3月、103-127頁。ISSN 0386-8729.
- 玉置泰明稿「趣旨説明（＜東南アジア史における先住民と移住民＞報告要旨）」『東南アジア史学会会報』60号、東南アジア史学会、1994年5月、13頁。
- 玉置泰明稿「フィリピン初期キリスト教化をめぐる覚書――ラファエル『翻訳』改宗論を中心として」『社会人類学年報』21巻、東京都立大学、1995年10月14日、55-78頁。
- 玉置泰明稿「『開発』における『他者理解』」『創文』384号、創文社、1997年1月、10-13頁。ISSN 1343-6147.
- 玉置泰明稿「都市先住民の生存戦略――フィリピン・ルソン島南部アエタ（Aeta）の薬売り」『静岡県立大学国際関係学部研究紀要』13号、静岡県立大学、2000年、109-130頁。ISSN 0916-2925.
- 田中聡・玉置泰明・永井博子ほか稿「発展途上国におけるNon-Engineered住宅の地震防災に関する基礎的考察――フィリピン・マリキナ市におけるNon-Engineered住宅を事例として」『地域安全学会論文集』5号、地域安全学会、2003年11月、11-19頁。ISSN 1345-2088.
- 玉置泰明稿「『介入』・戦略・アイデンティティ――フィリピン南部タガログ地域の都市少数民族アエタの事例から」『インターカルチュラル』2巻、日本国際文化学会、2004年、56-82頁。ISSN 1348-5385.
- 玉置泰明稿「今、60年代フィリピン農村開発に学ぶ――初期『フィリピン農村再建運動』とDoctor to the Barrios」『国際関係・比較文化研究』8巻1号、静岡県立大学、2009年9月、1-17頁。ISSN 1348-1231.
- 前野真由美・榎本信雄・前野竜太郎ほか稿「外国語で受診できる診療所の言語の問題と期待される支援」『研究紀要』24号、静岡県立大学短期大学部、2010年、13-26頁。ISSN 0914-7810.
- 玉置泰明稿「学びの場としての商店街」『国際関係・比較文化研究』9巻1号、静岡県立大学、2010年9月、37-59頁。ISSN 1348-1231.